# Digimon Adventure tri.
Digimon Adventure tri. (デジモンアドベンチャーtri., Dejimon Adobenchā Torai) é uma série de filmes de anime produzidos pela Toei Animation. É sequência direta das séries Digimon Adventure e Digimon Adventure 02. Foi feita para celebrar o 15º aniversário da franquia.
Para fora do Japão, os filmes estão sendo transmitidos no formato de episódios através do Crunchyroll.

## Enredo

### Saikai (Reunião)
Três anos após os acontecimentos de Digimon Adventure 02, Tai Kamiya está no ensino médio, desanimado que nenhum de seus amigos poderão comparecer em seu jogo de futebol. No dia da partida de Tai, um Kuwagamon aparece, afetando dispositivos eletrônicos em toda a cidade. Tai alcança o Kuwagamon, que toma a forma física e começa a atacá-lo, causando danos à cidade no processo. Quando Tai é encurralado, seu Digivice brilha e dele aparece seu antigo parceiro, Agumon, que se evolui para Greymon e luta com o Kuwagamon. À medida que mais dois Kuwagamons aparecem, Tai é ajudado pelas outras antigas Crianças Escolhidas e seus parceiros Digimons (com exceção de Joe) que derrotam dois deles, enquanto uma mão misteriosa aparece e captura o último.
Após a batalha, os jovens tentam descobrir quais motivos levaram à aparição de Kuwagamon, que acreditam-se ser causadas pelas distorções no espaço. Tai e Matt visitam o professor Nishijima, que revela ser parte de uma organização que monitora as atividades dos Digimons, especialmente aqueles que são chamados de Digimons Infectados, como os Kuwagamons. Izzy desenvolve uma maneira de fornecer um acesso mais rápido aos seus parceiros Digimons enquanto procura por distúrbios digitais e Tai começa a temer que as pessoas podem se machucar por causa das lutas contra os Digimons Infectados. No dia seguinte, um Digimon misterioso conhecido como Alphamon aparece, aparentemente a procura de um Digimon que estava sob os cuidados de Meiko Mochizuki, uma garota que foi recentemente transferida para a escola de Tai. Com Alphamon derrotando os Digimons dos jovens, Matt instiga Tai a parar de fugir de seus medos, e, juntos, conseguem lutar contra o Alphamon através de Omegamon, mas este consegue escapar antes que Omegamon desfira o golpe. No final, Meiko revela que também é uma Criança Escolhida e que Meikoomon é sua parceira Digimon, sendo este o Digimon que Alphamon estava a procura.

### Ketsui (Determinação)
Enquanto Joe fica em casa para estudar para o vestibular, os Escolhidos e seus Digimons vão em uma viagem para uma terma, onde eles se deparam com Nishijima e Himekawa. Durante a viagem, as meninas passam por uma inconveniência quando Biyomon e Meicoomon são separadas delas e acabam em banhos dos homens. Após a viagem, Himekawa e Nishijima testam armas especializadas contra um Orgemon infectado que havia aparecido, que é levado de volta para o mundo digital por Leomon. Mais tarde, enquanto Mimi estava se preparando para criar um café temático de líderes de torcida para sua classe no próximo festival da escola, ela tenta lutar contra o Orgemon infectado quando este aparece na esperança de melhorar a reputação dos Digimons, apenas para os ataques de Togemon provocar inadvertidamente um helicóptero de notícias nas proximidades a falhar, resultando no efeito oposto. Enquanto Leomon se aproxima dos Escolhidos, explicando o que aconteceu com Orgemon quando ele ficou infectado, Mimi é ainda repreendida por seus colegas por suas idéias aparentemente egoístas. Como Mimi lamenta quão egoísta ela tem sido, ela ouve de Joe sobre como ele está evitando batalhas com os Digimons para tentar e se encaixar na idade adulta, lamentando sua própria covardia.
Como Gomamon decide fugir de casa, Izzy recebe uma mensagem ameaçadora em código digital. No dia do festival da escola, Meiko mostra Mimi seu apoio vestindo sua roupa de líder de torcida para o café, enquanto os Digimon infiltram-se no festival para tentar ganhar um concurso de fantasias para comerem de graça no festival. Depois, Gomamon diz a Joe que ele fugiu porque ele sentiu que Joe não queria mais lutar junto dele, levando Joe a ficar com raiva por ter de lutar e deixa Gomamon sozinho. Só então, Meicoomon é capturado por Ken Ichijouji, um antigo Escolhido que parece ter mais uma vez se tornado no vilão Imperador Digimon. Palmon e Gomamon, juntamente com um Leomon parcialmente infectado, perseguem-no até um portal das distorções digitais, com Ken aproximando-se de um Imperialdramon infectado, sendo que Imperialdramon é o nível extremo da fusão dos digimons Wormmon e Veemon, parceiros digimon dos antigos Escolhidos Ken Ichijouji e Davis Motomiya. Hikari convence Joe a lutar ao lado de seu parceiro. Superando suas próprias preocupações por causa de seu parceiro, Joe consegue digivolver Gomamon pela primeira vez até seu nível extremo (mega-digievolução), Vikemon, enquanto Mimi também consegue digivolver Palmon até sua forma no nível extremo, Rosemon. Até então apenas Agumon e Gabumon conseguiram atingir esse nível, no caso destes WarGreymon e MetalGarurumon (que não aparecem durante o segundo filme). Embora os Digimons conseguem derrotar Imperialdramon e voltar com segurança, Meicoomon de repente se torna hostil, matando Leomon e escapando para o mundo digital.

### Kokuhaku (Confissão)
Enquanto Meiko permanece traumatizada pela traição de Meicoomon, Izzy fica irritado quando ele obsessivamente tenta determinar o que causou para Meicoomon se tornar infectada. Enquanto isso, quando perturbações que se acredita ser causada por Meicoomon começam a afetar as companhias aéreas, Himekawa e Nishijima dizem a Matt sobre sua investigação, mas mantiveram o silêncio sobre ambos Meicoomon causando as interrupções e o fato de outros DigiEscolhidos desapareceram. Mais tarde, TK descobre algo errado com Patamon quando ele brevemente tem atos violentos e o morde. Quando TK decide tomar Patamon casa com ele, o que levou os outros a fazer o mesmo com o seu Digimon, ele diz Meiko sobre o que realmente está acontecendo com Patamon, que finalmente percebe que ele está infectado por si mesmo e pede TK para impedi-lo caso o pior venha a acontecer. Uma noite, uma mensagem misteriosa aparece em todo dispositivos elétricos durante uma queda de energia, afirmando que "os  Digimon serão lançados novamente" criando turbulência na população. No dia seguinte, quando Patamon informa aos outros Digimon sobre sua infecção, Kari torna-se possuída pelo mensageiro misterioso, homeostase, que os avisa que os Digimon infectados poderiam destruir ambos os mundos humano e digital, a menos que um grande sacrifício seja feito. Tendo ouvido deles, Himekawa conclui que a próxima vez Meicoomon aparece, homeostase pode desencadear uma "reinicialização", que iria repor o mundo digital para antes da infecção, a fim de salvar todos os outros mundos. Após Tailmon diz aos outros que esta reinicialização também levá-os a perder todas as memórias de seus parceiros, os Digimon preparam-se para o pior e passam algum tempo precioso com seus parceiros, durante o qual Agumon diz Tai sobre a reinicialização.
Koushiro descobre que as distorções são o resultado de um código binário que é substituído com um idioma diferente, quando Tentomon informa sobre a reinicialização Koushiro cria um plano para evitar que isso aconteça. Meicoomon logo aparece novamente no Centro de Exibições Internacional de Tóquio, o que levou os Digimon para combatê-la para tentar mantê-la fora do mundo dos seres humanos. Apesar das tentativas de TK de para-lo, Patamon se digivolve em Angemon e entra na briga, mas é dominado por uma infecção, que logo começa a atacar seus colegas. Quando começa a contagem regressiva para a reinicialização, Koushiro traz seu contra-plano, criando um campo que pode usar o backup de dados para restaurar os Digimon infectado. Numa altura em que Tentomon parecia com problemas com a não ter a chance de parar Meicoomon, Koushiro ordena que ele entre no campo de apoio para se salvar, mas Tentomon se recusa ao ver MetalGreymon tentando deter Meicoomon e, simultaneamente, sofrendo ataques por outros digimons dizendo que ele não pode entrar no campo e ver as coisas continuarem assim, Tentomon em suas últimas palavras diz que, embora a primeira vez que ele conheceu Koushiro não sabia nada sobre ele, agora o conhece e agora quer que ele continue a buscar aprender sobre as coisas pois Koushiro apreciá isso. Finalmente, diz  "Koushiro, adeus" e se esforça para ajudar os outros, enquanto luta contra sua própria infecção, e digivolve pela primeira vez em sua forma extrema, HerculesKabuterimon, captura Meicoomon e liberta o Digimon da sua infecção antes de usar toda a sua força para empurrar de volta para a distorção antes da reinícialização ocorrer. 
Uma semana mais tarde, como digiescolhidos decidindo-se se queriam ver os seu amogos Digimon novamente, Meiko diz a TK que a infecção originou de Meicoomon, que já estava infectada quando se encontrou com ela, sentindo que ela não tem direito de ir vê-la. Usando o poder de seus brsões, os digiescolhidos viajam para o Digimundo reiniciado, onde eles encontram brevemente Alphamon lutando contra outro Digimon chamado Jesmon. Mas eles fogem da batalha e ouvem o som de um apito, assim que olham para a trilha do apito veem que é o parceiro Digimon de Hikari com o apito (que tinha dado a Tailmon no final da série Digimon Adventure), no entanto os digimon não reconhecem seus amigos humanos dizendo apenas "quem é você?", para que os humanos tomem a decisão de integrá-los a partir do zero. Enquanto isso, Himekawa enfrenta o Imperador Digimon e este se revela como Gennai, e Meicoomon está próxima, mesmo tendo suas memórias de Meiko.

### Sōshitsu (Perda)
Meicoomon foge e acontece uma reinicialização. Tai e seus amigos, desesperados, resolvem ir para o Mundo Digital com o objetivo de se reunir com seus parceiros Digimon, mas eles acabam perdendo todas as lembranças que tinham deles. Koromon e os outros começam a reconstruir novas ligações com eles, e apesar de acontecer a digievolução, Piyomon começa a ficar desconfiada. Enquanto os outros parecem se dar bem com seus parceiros, que evoluem de volta em seus níveis de novato (também conhecido como nível criança), Sora tem problemas para se reconectar com Biyomon, que parece hostil para com ela.
Mais tarde naquela noite, quando Tai e Matt tentam ajudar Sora com suas preocupações, eles são de repente atacados pelo Mestre das Trevas revivido Machinedramon, cujo ataque espalha o Digi-Escolhidos e seus parceiros Digimon através do Mundo Digital. Enquanto isso, Nishijima olha para o paradeiro dos arquivos secretos de Himekawa e lembra como ela queria reiniciar o Mundo Digital para reviver seu próprio parceiro Digimon falecido, que foi incapaz de se recompor em um Digitama depois da morte. Ele é então abordado por um Digimon chamado Hackmon que retransmite uma mensagem de Homeostasis alertando-o sobre Yggdrasil que tem suas mãos Gennai e procura por Meicoomon para algo conhecido como "Libra".
Sora e Biyomon acabam no deserto, onde se deparam com Meiko, que veio ao Mundo Digital para procurar Meicoomon. Quando Meicoomon os ataca por medo do abandono, Meiko consegue levantar-se e acalmá-la. Apenas então, são atacados pelo Gennai Sombrio que se tinha disfarçado como Ken, que tenta capturar Meicoomon e o Digivice de Sora. Como os outros Escolhidos vêm todos em socorro de Sora e Meiko, o Gennai Sombrio mostra sua verdadeira forma e revela que a reinicialização foi tudo parte do plano de Yggdrasil para criar uma nova ordem mundial onde os seres humanos e Digimon já não interagem uns com os outros. Ele envia os Mestres das Trevas Machinedramon e MetalSeadramon atrás deles.
Em outro lugar, Himekawa encontra seu parceiro Digimon, Tapirmon, mas fica chocada quando ele não se lembra dela. Enquanto Tai, Matt e Kari conseguem fortalecer seus laços o suficiente para digivolver seus parceiros e derrotar MetalSeadramon, Sora arrisca sua vida para proteger Biyomon de Machinedramon, isso faz ela digivolver pela primeira vez em sua forma extrema, Phoenixmon, que derrota Machinedramon ao lado de HerculesKabuterimon e de Seraphimon, a forma extrema de Patamon. Enquanto isso, Gennai Sombrio ataca Meiko, enviando Meicoomon em uma fúria e fazendo com que ela digivolva para Meicrackmon mais uma vez.

### Kyōsei (Coexistência)
Depois de se deparar com Meiko Mochizuki ferida por um homem misterioso que usa as mesmas roupas de Gennai, Meicoomon decide fugir novamente. “Seria ótimo se você nunca tivesse nascido”, pensa. Desaparecida no mundo real, Meicoomon é na verdade a distorção personificada, que possui um poder gigantesco e ainda é a peça chave que pode destruir o mundo.
Daigo e o professor Mochizuki (pai da Meiko) ficam sabendo da verdade por meio de Hackmon, que explica que assim como ele, Homeostasis vem tentando manter o equilíbrio entre os dois mundos, já que Meicoomon ficou muito mais forte, a ponto de se transformar numa grande ameaça, por isso tomou a decisão de destruí-la. Após Meicoomon surgir no mundo real, começa a contagem regressiva para a destruição do mundo, diversos incidentes estranhos acontecem em várias partes, e os Digimons que surgiram por meio de distorções aguardam o momento para que isso aconteça.
Por conta das diversas anomalias que começaram a afetar o mundo digital, os digiescolhidos voltam para o mundo real, mas tanto eles quanto seus Digimons estão sendo procurados por um grupo de pessoas. Eles estão sozinhos, sem poder contar com a ajuda de ninguém e em busca de respostas. Meiko prefere sentir toda essa dor de forma solitária, ela está cansada e carrega um enorme peso nas costas. Os apelos de seus amigos e parceiros não conseguem alcançá-la. Um destino cruel aguarda Kari, cuja alma é a mais simples e delicada.

### Bokura no Mirai (Nosso Futuro)
O mundo começou a entrar em colapso. Meicoomon desenfreada absorve Tailmon, que sofreu uma evolução sombria, e muda de forma para a imensamente poderosa Ordinemon. De acordo com a expectativa de Yggdrasil, o mundo real está prestes a ser engolfado pelo mundo digital. Em meio ao inesperado desespero, a luta dos DigiEscolhidos segue em diante. Agora que Taichi não está por perto, ninguém além de Yamato pode ocupar seu lugar. "Há algo que você deve fazer para salvar o mundo!" Gabumon incentiva Yamato, e Agumon acredita que Taichi certamente retornará. Enquanto isso, a Homeostase considera Ordinemon como fora de controle, e para acabar com ela, move-se para colocar em movimento seu plano final que envolverá o mundo real. Os DigiEscolhidos e seus parceiros Digimon continuam sua batalha desesperada para impedir de alguma forma a destruição. "Toda a luz está dentro de Meicoomon ..." A voz de Tailmon chega a Hikari enquanto ela afunda no desespero. Então, o momento para os DigiEscolhidos decidirem seu futuro finalmente chega. Que futuro eles escolhem para si?

## Personagens

### Principais
Taichi "Tai" Kamiya (八神　太一, Yagami Taichi)
Líder dos escolhidos. Seu parceiro é Agumon, digievoluído de Koromon. Agora possui 17 anos de idade. Tai é famoso por ter sempre usado óculos de aviação sobre a cabeça na primeira temporada, e por ter uma personalidade decidida. Seu brasão é Coragem. Junto com sua irmã Kari, foram as primeiras das oito crianças principais a ter contato direto com um digimon - fato que pode ser explicado assistindo o primeiro filme da franquia.
Yamato "Matt" Ishida (石田　ヤマト, Ishida Yamato)
Dentre os escolhidos, este é conhecido como o mais explosivo e solitário. Seu parceiro é Gabumon, digievoluído de Tsunomon. Possui agora 17 anos de idade. Sua principal marca é a gaita que sempre carregava consigo, e que de vez em quando tocava na primeira temporada. Apesar de quase sempre preferir trabalhar sozinho, seu brasão é Amizade. Ele e Tai foram os únicos escolhidos da primeira temporada capazes de elevar seus digimons à forma extrema no anime, diferentemente de "Digimon Adventure O Filme" onde demonstram claramente Angemon (digimon parceiro de T.K.) e Angewomon (digimon parceira de Kari) alcançando a forma extrema para Seraphimon e Magnadramon.
Sora Takenouchi (武之内 空, Takenouchi Sora)
Sua parceira é Piyomon, digievoluída de Pyokomon. Possui agora 17 anos de idade. Tendo sempre um chapéu de alguma espécie na cabeça, ela é a escolhida menina com a personalidade mais forte no grupo. Seu brasão é Amor. Curiosamente, e tendo em vista a segunda fase do anime Digimon Adventure, parece haver um triangulo amoroso não declarado entre ela, Matt e Tai.
Koushirou "Izzy" Izumi (泉 光子郎, Izumi Kōshirō)
O mais esperto e curioso escolhido. Seu parceiro é Tentomon, digievoluído de Motimon. Possui agora 16 anos de idade. Seu digimon foi o terceiro a conseguir evoluir para as formas mais avançadas. Tendo sempre seu laptop em mãos, ele o utiliza durante toda a série para tentar buscar mais informações sobre o DigiMundo. Seu brasão é Sabedoria. Graças a sua busca incessante por mais informações, este escolhido acabou desvendando muitos dos mistérios da série sozinho.  
Mimi Tachikawa (太刀川 ミミ, Tachikawa Mimi)
Era a mais sensível entre as crianças. Sua parceira é Palmon digievoluída de Tanemon. Possui agora 16 anos de idade. Costumava usar um grande chapéu cor-de-rosa na primeira temporada, porém sua marca são seus cabelos claros e compridos. Seu brasão é Sinceridade. Ela é a menos beligerante entre os escolhidos, porém tem uma linda voz e é uma excelente cantora, embora nunca se mostrou interessada nessa possível carreira. Sempre preocupada com as aparências, Mimi uma vez chegou a chamar sua parceira Palmon de feia, mas retirou o que disse ao vê-la em sua forma super-evoluída, Lilimon. 
Joe Kido (城戸 丈, Kido Jō)
O mais velho dos escolhidos, porém um dos menos autoconfiantes, ironicamente seu brasão é da Confiança. Seu parceiro é Gomamon digievoluído de Pukamon. Possui agora 18 anos de idade e já se formou no ensino médio e agora estar estudando em um cursinho pré-vestibular. Usou um grande óculos no rosto, e também é o mais preocupado com a saúde e o bem estar dos outros no grupo. Apesar de ter sido um pouco frouxo no início, seu comportamento muda e ele se torna aquilo que há de mais próximo de um apoio médico para os demais no grupo. Joe é, consideravelmente, o personagem que mais evolui e reconhece com mais facilidade. 
Takeru "T.K."  Takaishi (高石 タケル, Takaishi Takeru)
Seu parceiro é Patamon digievoluído de Tokomon. Ele é o irmão mais novo de Matt, com quem tem forte laço de fraternidade. Possui agora 14 anos de idade e estar no último ano do ensino fundamental/básico. Seu brasão é a Esperança. Seu digimon foi o último a conseguir evoluir para formas mais avançadas, porém, é provável que este seja também o escolhido mais poderoso. Mesmo sem ter atingido a fase final, Patamon, em sua forma HolyAngemon, foi capaz de dar combate sozinho ao mais poderoso Mestre das Trevas, Piedmon. Digimon este que derrotou até mesmo WarGreymon e MetalGarurumon.   
Hikari "Kari" Kamiya (八神 ヒカリ, Yagami Hikari)
A mais jovem dos escolhidos, irmã de Tai. Sua parceira é Tailmon, digievoluída de Plotmon. Possui agora 14 anos de idade e estar no último ano do ensino fundamental/básico. Uma saga inteira se desenrolou para que Kari finalmente se juntasse ao grupo. Seu brasão é a Luz. Ela e T.K. foram, na verdade, os grandes responsáveis por Tai e Matt serem capazes de fazer seus digimons chegarem à mega evolução. Foram apenas graças as flechas de luz e esperança de Angemon e Angewomon, que WarGreymon e MetalGarurumon surgiram. A digimon de Kari, Tailmon, é a mais experimente dentre todos os demais, sendo capaz de se manter em forma avançada por muito mais tempo e raramente regredindo para formas mais limitadas, mesmo depois de batalhas intensas. Ela e T.K foram os únicos que também fizeram parte do 6 escolhidos principais da segunda temporada.
Meiko Mochizuki (望月 芽心, Mochidzuki Meiko)
Tímida e quieta, acaba de ser transferida para a classe de Tai. Enquanto procura Meikoomon pelas ruas de Odaiba, acaba se envolvendo em uma batalha Digimon. Meiko é a nona Criança Escolhida (14ª se contar com os de Digimon Adventure 02). E muito importante na temporada, pois seu parceiro estâ relacionado aos recentes acontecimentos. 
Maki Himekawa (姫川 マキ, Himekawa Maki)
É colega de trabalho de Daigo e superior no governo, com uma abordagem mais séria do que ele. Eles se conheceram desde que eram estudantes e Daigo insinua que eles eram uma vez um casal. Ela parece estar mais envolvida com os incidentes Digimon do que ela deixa, ao ponto de seguir o DigiEscolhidos quando eles retornam ao mundo digital à procura de seus parceiros. Ela também esconde informações cruciais de Tai e os outros por alguma razão ainda inexplicável até que eles próprios descobrem, como o fato de que Meicoomon foi a causa da infecção Digimon ou o desaparecimento de seus companheiros DigiEscolhidos. É revelado no quarto filme que Maki foi um dos DigiEscolhidos que precedeu o grupo de Tai, bem como meio de Homeostasis antes de Kari. Isso motivou Maki a ajudar o Gennai Sombrio a reiniciar o mundo digital para se reunir com seu Digimon Tapirmon, que se sacrificou enquanto Megadramon para permitir que seu companheiro Digimon digivolve para os Sovereign Digimon. Mas Himekawa quebrar ao saber que Tapirmon não se lembra dela. Enquanto ela tinha uma vez muitos traços de personalidade que Tai e Kari possuíam quando criança, Maki cresceu se tornando uma aólico ativo e fria cujo trabalho e obsessão de se reunir com Tapirmon nas fronteiras na loucura.

## Desenvolvimento
A nova série foi anunciada pela primeira vez em um evento do 15º aniversário de Digimon Adventure em 1 de agosto de 2014. Detalhes básicos da história foram anunciados no dia 7 de setembro de 2014, depois que uma quantidade suficiente de fãs participaram de um jogo no site oficial. Em 13 de dezembro de 2014, a Toei Animation anunciou o título completo da série e do elenco. A série está sendo dirigida por Keitaro Motonaga, com roteiros de Yuuko Kakihara e design de personagens por Atsuya Uki.